# Home Movie
Home Movie is een Amerikaanse thriller-horrorfilm uit 2008 onder regie van Christopher Denham, die ook het verhaal schreef. De productie was voor hem zowel zijn regie- als scriptschrijversdebuut. Hij won hiervoor de Citizen Kane Award voor grootste revelatie op regiegebied op het Filmfestival van Sitges 2008.
Het verhaal van Home Movie ontvouwt zich aan de kijker in de vorm van een aantal chronologisch achter elkaar gezette filmpjes die de personages (zogenaamd) van zichzelf maakten, een techniek bekend als found footage.

## Verhaal
David Poe woont met zijn vrouw Clare in een huis in de bossen, samen met hun tienjarige tweeling Jack en Emily. Hoewel hij als geestelijke en zij als psychologe totaal verschillende achtergronden en overtuigingen hebben, onderhouden ze een liefderijke, wederzijds respectvolle relatie. David probeert het zijn gezin daarbij zo goed mogelijk naar de zin te maken door bij iedere mogelijke gezinsactiviteit groots uit te pakken. Daarbij neemt hij alles wat ze samen doen op met zijn videocamera, om dit later terug te kunnen kijken. Halloween, Kerstmis, Thanksgiving Day, Pasen; alles viert hij groots en filmt hij.
Wat hun ouders ook proberen, Jack en Emily tonen nooit veel enthousiasme. Ze zeggen amper tot nooit een woord tegen hun vader en moeder. In plaats daarvan hebben ze onderling een eigen geheimtaal, die alleen zij begrijpen. Hun 'clubhuis' in de tuin is daarbij streng verboden terrein voor David en Clare. Jack en Emily vertonen alleen steeds erger afwijkend gedrag. Dit begint schijnbaar onschuldig, als Jack tijdens een potje honkbal in de tuin een steen naar zijn vader gooit, in plaats van een bal. Even daarna stopt hij echter de goudvissen tussen de helften van een broodje en knijpt Emily een kikker dood in een bankschroef. Wanneer hun vader wil bidden om dank te zeggen voor het eten op Thanksgiving Day, verstoren de kinderen dit elke keer als hij zijn ogen sluit door vrijwel synchroon bestek en serviesgoed op de grond te gooien. Tijdens Kerstmis treft David de kat gekruisigd aan de muur aan. De daden van de tweeling verontrusten hun ouders steeds meer.
Op zeker moment treft Clare haar man aan in de slaapkamer van de kinderen. De lichamen van Jack en Emily staan vol bijtafdrukken. De tweeling geeft 'de man in de kast' daarvan de schuld. Clare wil David niet meteen beschuldigen, maar weet dat hij als kind zelf misbruikt is en vindt dat hij eigenlijk ook te veel drinkt. Ze staat op het punt om de kinderen voor de zekerheid naar haar moeder te brengen, wanneer ze bericht krijgt van de school die Jack en Emily bezoeken. De tweeling blijkt klasgenoot Christian McNamara in het nauw te hebben gedreven om hem daarna onophoudelijk te bijten. De tanddrukken in hun eigen lichamen hebben ze bij elkaar aangebracht. David en Clare beseffen dat er iets moet gebeuren. Zij pakt dat op haar manier aan door Jack en Emily psychiatrische medicatie te geven. Hij voert op zijn beurt een exorcisme uit op zowel het huis als de kinderen.
De problemen met de kinderen lijken daarna voorbij. Christian komt met Pasen op bezoek om te spelen en de tweeling praat vrolijk met hun ouders. Wanneer David en Clare een tijdje de huiskamer uitgaan, verdwijnen de kinderen. David gaat ze zoeken en loopt naar hun clubhuis. Op het stukje land ervoor staat het afgehakte hoofd van de hond op een staak. In het clubhuis hangen de muren vol met daaraan vastgespijkerde kikkers. Dan ziet David zijn kinderen verkleed achter een tafel. Christian ligt erop, vastgebonden en afgedekt met een vuilniszak, als in een mensenoffer. Jack staat op het punt om hem dood te steken met een mes.
Jack en Emily mogen nog één nacht thuis doorbrengen. De volgende morgen zullen ze worden berecht wegens poging tot moord. Jack verschijnt voor de camera en heet kijkers welkom bij de 'Jack & Emily Show'. De tweeling plaatst boobytraps in en om het huis en maakt de communicatiemiddelen daarbinnen onklaar. Vervolgens gaan de kinderen naar de slaapkamer van David en Clare, binden die vast en slepen ze de trap af. Eenmaal beneden zetten Jack en Emily hun ouders aan de eettafel en dwingen hen te eten. Wanneer de kinderen ze even alleen laten, wrikken David en Clare zich los. Ze willen vluchten, maar David valt van de trap en blijft bewusteloos liggen. Jack en Emily blijken de medicatie die hun moeder ze gaf door het eten te hebben geroerd dat ze hun ouders voerden. De wisselwerking tussen de verschillende medicijnen veroorzaakt bewusteloosheid. Clare weet nog buiten te komen, maar slaagt er niet in om een automobilist aan te houden bij de weg aan de rand van het bos. Ook zij raakt bewusteloos.
Jack en Emily zitten aan een tafel. Ze hebben papieren zakken met gaten voor hun ogen op hun hoofd. In hun handen hebben ze ieder een vork en een mes. Op de tafel tussen hen in liggen David en Clare, vastgebonden en afgedekt met vuilniszakken. Emily loopt naar de camera en zet die uit. Het beeld gaat op zwart.

## Rolverdeling
- Adrian Pasdar - David Poe
- Cady McClain - Clare Poe
- Amber Joy Williams - Emily Poe
- Austin Williams - Jack Poe
- Lucian Maisel - Christian McNamara